# Dasiops duida
Dasiops duida är en tvåvingeart som först beskrevs av Charles Howard Curran 1932.  Dasiops duida ingår i släktet Dasiops och familjen stjärtflugor.
Artens utbredningsområde är Venezuela. Inga underarter finns listade i Catalogue of Life.